# (73337) 2002 JP111
(73337) 2002 JP111 – planetoida z pasa głównego asteroid okrążająca Słońce w ciągu 3,87 lat w średniej odległości 2,46 j.a. Odkryta 11 maja 2002 roku.